# David Brown Speedback
El David Brown Speedback es un automóvil gran turismo producido por el fabricante británico David Brown Automotive. Es el primer modelo de la compañía, presentado en abril de 2014 en el "Top Marques" de Mónaco. Se ha fabricado en Silverstone, Inglaterra.

## Diseño

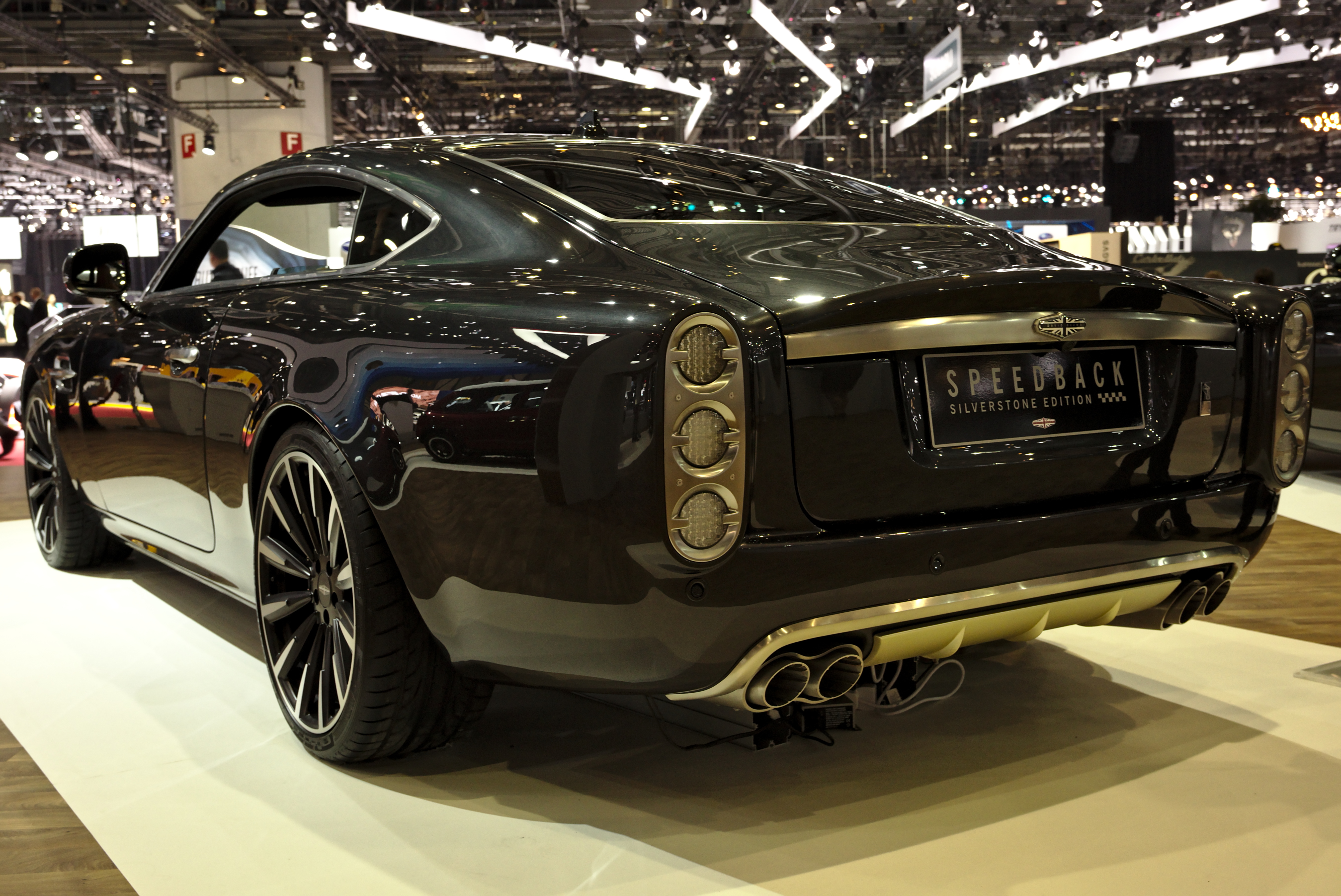
Vista trasera

El vehículo es estilísticamente similar al Aston Martin DB5 y DB6, aunque poco tiene que ver con esta firma uno de los últimos deportivos que han deslumbrado en el mercado, que tiene algunos toques distintivos de lo que fueron los coches de carreras allá por la década de 1960 y, sobre todo, con una imagen que hace quedar ridículos a muchos “modernos”. Se trata de un desarrollo realizado por dos audaces hombres, un empresario y de un diseñador de coches que han puesto el dinero y la imaginación para su creación: El primero de ellos es David Brown, el empresario y quien puso todo lo que hacía falta financieramente para que se hiciera realidad. El segundo es Alan Mobberley, diseñador jefe de Land Rover, quien ayudó a darle forma.
Es un deportivo moderno de aspecto clásico. La firma británica afirmaba que el GT de 2017 contaría con avances en diseño e ingeniería, así como en materia de personalización, materiales y colores. El modelo devuelve un consumo medio homologado de 12,3 L/100 km (8,1 km/L; 19,1 mpgAm), así que no es precisamente demasiado frugal. La compañía asegura que para el cliente que tenga más sed de potencia, hay mejoras opcionales. Para asegurar un buen comportamiento en carretera, el Speedback GT se beneficia de un sistema de suspensión adaptativa, diferencial activo, frenos de altas prestaciones, entre otras características. Después de 7200 horas de meticuloso trabajo artesanal, el XKR se convierte en un carrozado Speedback GT, gracias a 142 paneles de carrocería de aluminio, del que no hay dos iguales, ya que se fabrican a medida de cada cliente.
Inusual para tal vehículo es el gran portón trasero. Está disponible con una configuración de 2 asientos o 2+2. En la cajuela hay un banco plegable adicional, que se puede desdoblar para un día de campo.

## Especificaciones
Está basado es el Jaguar XKR construido hasta 2014. Su motor V8 AJ-V8 de 5 L (305 plg³) está acoplado a una transmisión automática de seis velocidades.
| Modelo                        | Aspiración      | Diámetro x carrera                  | Relación de compresión | Potencia                                | Par máximo                           | Aceleración 0-100 km/h (0-62 mph) | Sistema de lubricación | Sistema de refrigeración | Capacidad del tanque de combustible | Emisiones de CO2      |
| ----------------------------- | --------------- | ----------------------------------- | ---------------------- | --------------------------------------- | ------------------------------------ | --------------------------------- | ---------------------- | ------------------------ | ----------------------------------- | --------------------- |
| Speedback GT                  | Natural         | 92,5 x 93 mm (3,64 x 3,66 pulgadas) | 9.5:1                  | 375 kW (510 CV; 503 HP) @ 6000-6500 rpm | 625 N·m (461 lb·pie) @ 6000-6500 rpm | 4.8 segundos                      | Cárter seco            | Líquida                  | 70,6 litros (18,7 galAm)            | 292 g (10,3 onzas)/km |
| Speedback Silverstone Edition | Sobrealimentado | 92,5 x 93 mm (3,64 x 3,66 pulgadas) | 9.5:1                  | 448 kW (609 CV; 601 HP) @ 2500-5500 rpm | 766 N·m (565 lb·pie) @ 4030 rpm      | 4.3 segundos                      | Cárter seco            | Líquida                  | 70,6 litros (18,7 galAm)            | 292 g (10,3 onzas)/km |

## Producción
No se construirán más de 100 unidades del GT, con un precio de alrededor de 495 000 £.
En el 87.º Salón del Automóvil de Ginebra, celebrado en marzo de 2017, se presentó la versión mejorada del Speedback GT.